# 杨安和
杨安和（1948年—），山西五台人，汉族，中华人民共和国政治人物、第十一届全国人民代表大会山西地区代表。
毕业于中央党校研究生院经济管理专业。加入中共，担任山西省人大常委会常务副主任。2008年起担任全国人大代表。